# Родриго Бекан
Родри́го Насиме́нту Франса (порт.-браз. Rodrigo Nascimiento França, более известный как Родри́го Бека́н порт. Rodrigo Becão; род. 19 января 1996 года в Салвадоре) — бразильский футболист, защитник клуба «Фенербахче».

## Биография
Воспитанник клуба «Баия». 28 ноября 2015 года в матче против «Атлетико Гоияниенсе» дебютировал в бразильской Серии B. В 2017 году клуб вышел в элиту. 13 июня в матче против «Гремио» Бекан дебютировал в бразильской Серии A. 8 марта 2018 года в поединке Лиги Баиано против «Жекие» Родриго забил свой первый гол за «Баию». В том же году он помог команде стать чемпионом Лиги Баиано. Летом Бекан на правах аренды присоединился к московскому ЦСКА. 27 июля в поединке Суперкубка России против столичного «Локомотива» он дебютировал за основной состав. По итогам противостояния Родриго завоевал свой первый трофей в составе новой команды. 31 июля в матче против «Крыльев Советов» он дебютировал в РПЛ.
Игрок стал лидером обороны. ЦСКА после окончания чемпионата планировал выкупить права на игрока, имея на это приоритетное право, но договориться по условиям личного контракта стороны не смогли.
В начале июля президент «Баии» Гильерме Белинтани подтвердил, что игрок присоединится к итальянскому «Удинезе». Сумма трансфера составила 1,4 млн евро. 25 августа на 72-й минуте игры против «Милана» (1:0) забил дебютный и победный гол.

## Достижения
«Баия»
- Чемпион Лига Баияно: 2018

ЦСКА (Москва)
- Обладатель Суперкубка России: 2018